# Cape Pérez
Cape Pérez är en udde i Antarktis. Den ligger i Västantarktis. Argentina, Chile och Storbritannien gör anspråk på området.
Terrängen inåt land är huvudsakligen kuperad, men norrut är den platt. Havet är nära Cape Pérez åt nordväst. Trakten är glest befolkad. Närmaste befolkade plats är Vernadsky Station, 19,0 kilometer norr om Cape Pérez.